# Stenophylax fissus
Stenophylax fissus är en nattsländeart som först beskrevs av Mclachlan 1875.  Stenophylax fissus ingår i släktet Stenophylax och familjen husmasknattsländor. Inga underarter finns listade i Catalogue of Life.